# Melissodes communis
Melissodes communis är en biart som beskrevs av Cresson 1878. Melissodes communis ingår i släktet Melissodes och familjen långtungebin.

## Underarter
Arten delas in i följande underarter:
- M. c. alopex
- M. c. communis

## Bildgalleri

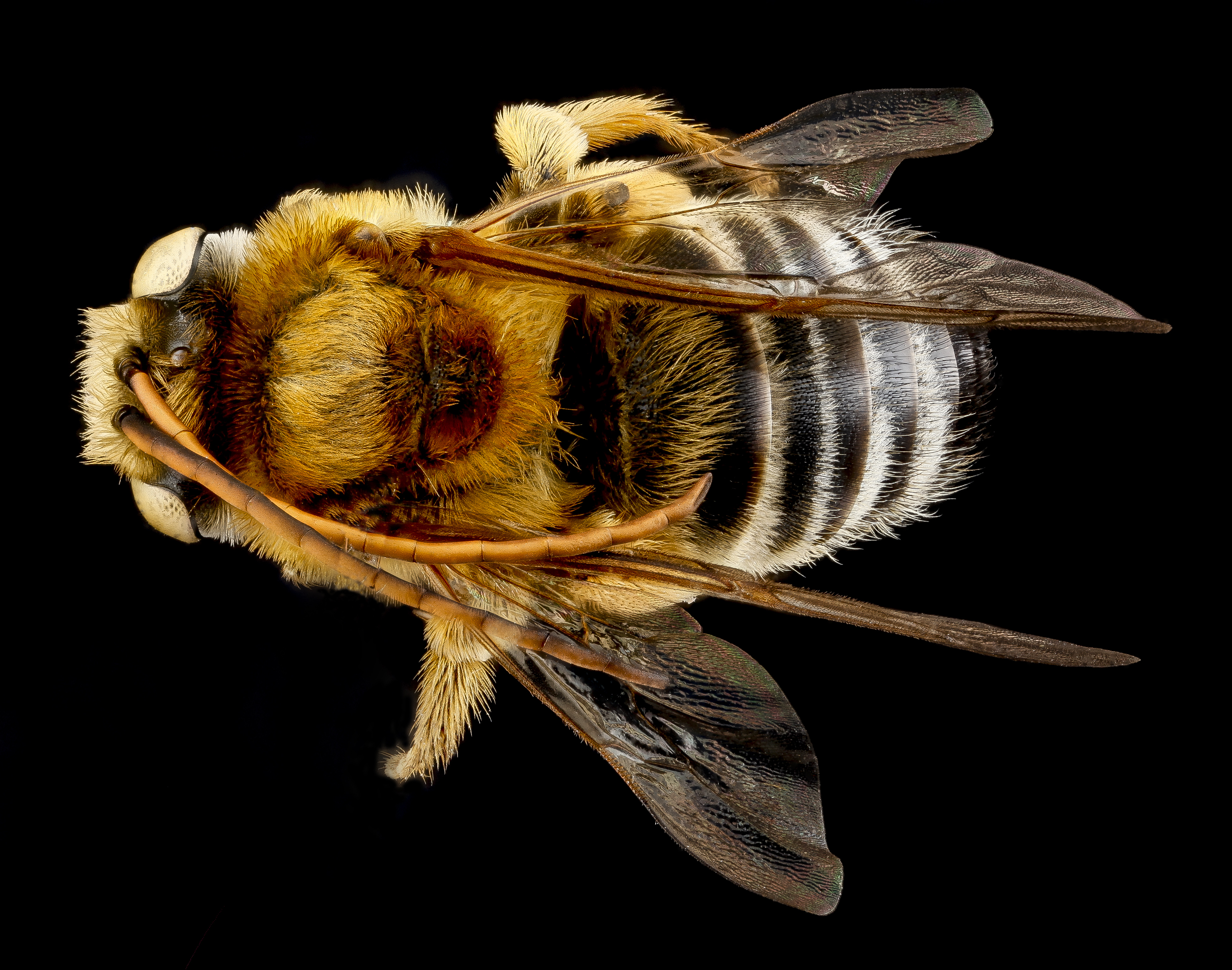
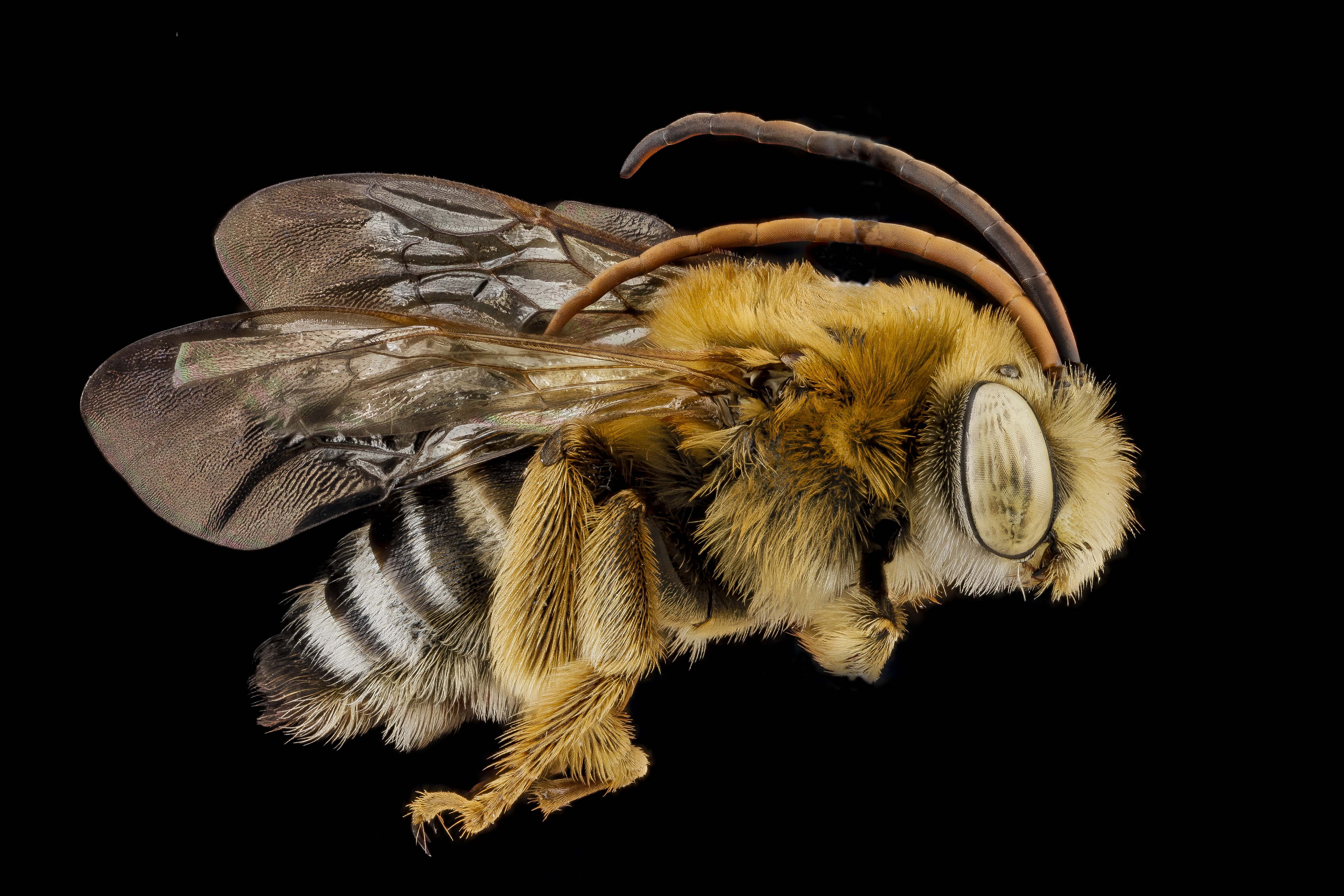